# ياروبولك الثاني
ياروبولك الثاني (1082 – 1139) هو ابن فلاديمير مونوماخ، الأمير المعظم لكييف.
ولد سنة 1082 في تشرنيغوف، حيث حكم آنذاك أبوه فلاديمير. عام 1103 شارك في الحملات العسكرية ضد أقوام البولوفتسي. أصبح أمير مدينة بريسلافل عقب وفاة أخيه سفياتوسلاف.
تولى عرش كييف بعد وفاة أخيه ميستسلاف عام 1132. ولكنه لم يكن قادرًا على تسيير أمور الدولة. وكانت الأوامر والتعليمات الصادرة عنه ضعيفة، مما أثار كثيرًا من الصراعات والمحاكمات بين الأمراء. واشتهر بزواجه من أميرة بولوفتسية أسيرة حسناء.
توفي عام 1139 ودفن في مدينة كييف.
1. ↑  аноним (1904). "Ярополк II Владимирович". Энциклопедический словарь Брокгауза и Ефрона. Том XLIа, 1904 (بالروسية). XLIа: 816–817. QID:Q20675000.
2. ↑  "Ярополк II-й Владимирович". Русский биографический словарь. Том 25, 1913 (بالروسية). 25: 161–162. 1913. QID:Q20674998.